# Pastorale comique
La Pastorale comique est une œuvre de Molière, sur une musique de Lully, jouée pour la première fois le 5 janvier 1667. C'est une pastorale dédiée à Thalie, muse de la comédie, qui a été jouée en troisième entrée du Ballet des Muses de Benserade, à l'occasion des fêtes de la saint Germain. Le texte complet n'ayant jamais été imprimé, il n'en subsiste que les parties chantées et une brève description des parties récitées. La Pastorale comique comportait treize scènes, dont huit avec des parties chantées.
L'œuvre narrait, sur un mode burlesque, le désespoir de deux riches pasteurs, Lycas (joué par Molière) et Philène, tous deux amoureux de la bergère Iris, qui leur préfère Corydon, lui aussi berger. La scène se déroule en Thessalie.
Cette pièce remplaça Mélicerte dans le Ballet des Muses, sans doute une façon de couper court aux zizanies entre Armande et Baron qui n'eurent pas de rôle.